# Praon retusae
Praon retusae är en stekelart som beskrevs av Tomanovic och Kavallieratos 2002. Praon retusae ingår i släktet Praon och familjen bracksteklar. Inga underarter finns listade i Catalogue of Life.